# باکلان جزیره پیت
باکلان جزیره پیت (نام علمی: Phalacrocorax featherstoni) نام یک گونه از سرده باکلانان است.